# Loxosceles puortoi
Loxosceles puortoi là một loài nhện trong họ Sicariidae.
Loài này thuộc chi Loxosceles. Loxosceles puortoi được miêu tả năm 2002 bởi Martins, Knysak & Bertani.